# Corumbaense Futebol Clube
Maillots
Dernière mise à jour : 5 février 2012.
Le Corumbaense Futebol Clube est un club brésilien de football basé à Corumbá dans l'État du Mato Grosso do Sul.

## Palmarès
- Championnat du Mato Grosso do Sul de football
  - Champion : 1984, 2017